# غريغ ماكديرموت
غريغ ماكديرموت (بالإنجليزية: Greg McDermott)‏ هو مدرب كرة سلة أمريكي، ولد في 25 نوفمبر 1964 في كاسكاد في الولايات المتحدة.

## روابط خارجية
- غريغ ماكديرموت على موقع كلية كرة السلة في سبورتس رفرنس.كوم (الإنجليزية)
- غريغ ماكديرموت على موقع كلية كرة السلة في سبورتس رفرنس.كوم (الإنجليزية)